# سید محمد اقبال منیب
سید محمد اقبال منیب یک سیاستمدار  اهل افغانستان بود. وی از ۴ ژانویه ۲۰۰۷ تا آگَست ۲۰۰۸ والی ولایت سرپل و از ۱ دسامبر ۲۰۰۸ تا ۲۵ مه ۲۰۱۰ والی ولایت غور بود.
سید محمد اقبال منیب در ۱۴ ژانویه ۲۰۱۲ در یک انفجار انتحاری در یک مراسم عروسی در شهر ایبک ولایت سمنگان کشته شد.